# دوستان (مجموعه تلویزیونی ۲۰۰۲)
دوستان (انگلیسی: Friends) یک سریال درام کوتاه ۴ قسمتی کره جنوبی-ژاپنی است که در سال ۲۰۰۲ پخش شد. این فیلم توسط TBS (ژاپن) و MBC (کره جنوبی) تهیه شده‌است. این اولین بار در تاریخ درام بود که دو کشور برای تولید یک سریال در کره جنوبی و ژاپن با یکدیگر همکاری کردند. در ابتدا در ۴ تا ۵ فوریه در ژاپن و ۱۵ تا ۱۶ فوریه در کره جنوبی پخش شد.